# Сафаров, Вячеслав Иванович
Вячеслав Иванович Сафаров (1940, СССР) — русский и французский физик, специалист в области наночастиц и нанотехнологий; профессор, президент департамента физики и Директор центра нанотехнологий университета École Polytechnique; основатель и первый президент Международной ассоциации русскоговорящих учёных RASA (2008—2010).

## Биография
В 1961 году окончил Ленинградский государственный университет, физический факультет. В том же году был принят в ФТИ имени А. Ф. Иоффе АН СССР (Ленинград), где проработал до 1991 года, доктор физико-математических наук, профессор, лауреат Государственной премии СССР. Почетный профессор университета Экс-Марсепь (Франция), научный директор start-uр компании Faldes (Франция). Первый президент Международной ассоциации русскоговорящих ученых RASA (Russian-speaking Academic Science Association) с 2008 до 2010 года, а затем председатель Координационного совета этой ассоциации до 2016 года. Директор первого в России мультидисциплинарного Центра научных исследований RASA (Международной ассоциации русскоговорящих ученых RASA) — «RASA-СПбПУ» в Санкт-Петербурге.

## Награды и премии
- лауреат Государственной премии СССР[2][3]